# 杉山遙希
- 杉山遥希

杉山 遙希（すぎやま はるき、2005年9月23日 - ）は、東京都江戸川区出身のプロ野球選手（投手）。左投左打。埼玉西武ライオンズ所属。

## 経歴

### プロ入り前
小学校1年生のときに篠崎アトムズで野球を始め、主に投手。6年生時には読売ジャイアンツジュニアに選出された。江戸川区立篠崎中学校時代は硬式野球の東京城南ボーイズでプレーした。
横浜高校に進学し、1年春からベンチ入り。1年夏の神奈川大会では背番号15で横浜創学館との決勝に先発し、勝利投手となった。第103回全国高等学校野球選手権大会では背番号1を背負い、広島新庄との1回戦では1イニングを投げ、智辯学園との2回戦で初先発となったが、前川右京に適時打を許すなど4回6安打5四死球3失点で降板し、チームも敗れた。2年夏の第104回全国高等学校野球選手権大会では、三重との初戦で6安打無四球2失点で完投勝利。続く聖光学院との2回戦では8回途中3失点と好投したが、チームは敗れた。ストレートの球速は130km/h台前半~中盤であったが、2年冬からウエイトトレーニングを取り入れ、3年春のU-18代表候補合宿では『ラプソード』の計測で回転効率が悪いことをトレーナーに相談し、リリースのイメージを変えると、春に145km/h、夏には147km/hを計測。3年夏は神奈川大会決勝で慶應と対戦し、2点リードの9回表に一死二・三塁のピンチを招くと、逆転3点本塁打を打たれ、3年連続の甲子園出場を逃した。
2023年10月26日に開催されたドラフト会議にて、埼玉西武ライオンズから3位指名を受けた。11月12日に契約金5000万円・年俸700万円（金額はいずれも推定）で仮契約を結んだ。背番号は47。

### 西武時代
2024年は、9月12日の東北楽天ゴールデンイーグルス戦でプロ初登板・初先発登板を果たしたが、初回と4回に自身の失策が絡んで失点する場面があり、3回0／3を投げて6失点（自責0）という内容で敗戦投手となった。

## 選手としての特徴
スピンの効いたストレートは高校時代に2570回転を計測。このストレートと同じ腕の振りから繰り出すブレーキの利いたチェンジアップが最大の武器であり、本人も「自分の一番の武器」と語っている。変化球は他にスライダー・カーブを投じる。高校時代の最速は147km/h。

## 詳細情報

### 年度別投手成績
| 年 度     | 球 団     | 登 板 | 先 発 | 完 投 | 完 封 | 無 四 球 | 勝 利 | 敗 戦 | セ 丨 ブ | ホ 丨 ル ド | 勝 率 | 打 者 | 投 球 回 | 被 安 打 | 被 本 塁 打 | 与 四 球 | 敬 遠 | 与 死 球 | 奪 三 振 | 暴 投 | ボ 丨 ク | 失 点 | 自 責 点 | 防 御 率 | W H I P |
| --------- | --------- | ----- | ----- | ----- | ----- | -------- | ----- | ----- | -------- | ----------- | ----- | ----- | -------- | -------- | ----------- | -------- | ----- | -------- | -------- | ----- | -------- | ----- | -------- | -------- | ------- |
| 2024      | 西武      | 1     | 1     | 0     | 0     | 0        | 0     | 1     | 0        | 0           | .000  | 17    | 3.0      | 5        | 0           | 0        | 0     | 1        | 2        | 1     | 0        | 6     | 0        | 0.00     | 1.67    |
| 通算：1年 | 通算：1年 | 1     | 1     | 0     | 0     | 0        | 0     | 1     | 0        | 0           | .000  | 17    | 3.0      | 5        | 0           | 0        | 0     | 1        | 2        | 1     | 0        | 6     | 0        | 0.00     | 1.67    |

- 2024年度シーズン終了時

### 年度別守備成績
| 年 度 | 球 団 | 投手  | 投手  | 投手  | 投手  | 投手  | 投手     |
| 年 度 | 球 団 | 試 合 | 刺 殺 | 補 殺 | 失 策 | 併 殺 | 守 備 率 |
| ----- | ----- | ----- | ----- | ----- | ----- | ----- | -------- |
| 2024  | 西武  | 1     | 0     | 0     | 2     | 0     | .000     |
| 通算  | 通算  | 1     | 0     | 0     | 2     | 0     | .000     |

- 2024年度シーズン終了時

### 記録
初記録
- 初登板・初先発登板：2024年9月12日、対東北楽天ゴールデンイーグルス24回戦（ベルーナドーム）、3回0/3を6失点（自責点0）で敗戦投手[17]
- 初奪三振：同上、1回表に安田悠馬から空振り三振[17]

### 背番号
- 47（2024年[16] - ）